# Jan Soběslav Lucemburský
Jan Soběslav Lucemburský (1355/1357 – asi 30. října 1380) byl syn moravského markraběte Jana Jindřicha Lucemburského a Markéty Opavské a markrabě moravský (1375–1380). Byl bratrem Jošta a Prokopa. Jako jediný ze synů Jana Jindřicha byl vychováván na pražském dvoře.

## Úvahy o sňatku
Před narozením Václava IV. (1361) z manželství Karla IV. s Annou, dědičkou vévodství svídnického a javorského, byl Jan Jindřich Lucemburský oproti svému bratrovi ve značné výhodě, neboť měl již tři syny. Karel IV. se snažil jednak zajistit kontinuitu lucemburské dynastie v českých zemích a v Říši, jednak si chtěl pojistit trvalost připojení slezských dědičných vévodství Svídnicka a Javorska. Naplánoval proto sňatek své zatím jediné dcery ze svazku s Annou Svídnickou a potenciální dědičky obou vévodství Alžběty (narozena 1358) s jedním ze synů Jana Jindřicha.
S ohledem na fakt, že nejstarší syn Jošt Moravský byl zasnouben s jedinou neteří a potenciální dědičkou uherského krále Ludvíka Velikého a Jan Soběslav byl tou dobou vychováván v Praze, domnívá se historik Václav Štěpán, že mělo jít právě o něj. Tento sňatek měl být draze vykoupen poplatkem papeži za udělení dispensu pro manželství osob tak blízce příbuzných. Narození Václava IV. však tento plán proměnilo ve zcela zbytečný.

## Moravský markrabě
Po smrti markraběte Jana Jindřicha v roce 1375 připadla vláda nad Moravou jeho nejstaršímu synu Joštovi. Zbylí dva synové, Jan Soběslav a Prokop, rovněž získali markraběcí tituly a kromě toho i dědictví, které však spíše odpovídalo majetku předních panských rodů. Jan Soběslav se ujal správy svého dědictví a dostal se brzo do sporu se svým starším bratrem Joštem. Oba se nakonec dohodli a Janu Soběslavovi byl zajištěn stálý příjem. Naposledy se Jan Soběslav objevuje v pramenech v létě 1380. Zemřel pravděpodobně 30. října 1380. V roce 1381 začala válka mezi Joštem a Prokopem, zřejmě kvůli dědictví Jana Soběslava. Na něj měl asi právní nárok Prokop, ovšem ambiciózní Jošt nechtěl přijít zkrátka. Většinu majetku svého zemřelého bratra nakonec přece jen získal Prokop.

## Historiografická záměna s Janem z Moravy
Pravděpodobně zásluhou barokního historika Tomáše Pešiny z Čechorodu byl Jan Soběslav po následující staletí zaměňován se svým polorodým nelegitimním bratrem Janem z Moravy, který byl vyšehradským proboštem a který měl podle tradičního výkladu zemřít krátce po roce 1380. Ve skutečnosti se tento Jan, levoboček Jana Jindřicha, stal v roce 1380 biskupem litomyšlským a v roce 1387 patriarchou aquilejským. Právě tyto úřady byly připisovány Janu Soběslavovi.